# Sébastien Fournier
Sébastien Fournier (* 27. Juni 1971 in Nendaz) ist ein ehemaliger Schweizer Fussballspieler, heute ist er Fussballtrainer.

## Karriere als Spieler
Seine Laufbahn begann Fournier beim FC Sion, mit dem er 1991, 1995, 1996 den Schweizer Cup gewann. 1996 wechselte er für ein Jahr zum VfB Stuttgart. Anschliessend wechselte er zurück in die Schweiz zu Servette Genf. Mit Servette wurde er 1999 Schweizer Meister und 2001 Cupsieger. 2003 beendete er seine Karriere.

### International
Für die Schweizer Fussballnationalmannschaft bestritt er 40 Spiele und nahm mit ihr an der WM 1994 und an der EM 1996 teil.

## Karriere als Trainer
Nach seinem Karriereende als Spieler begann er seine Trainerlaufbahn beim Schweizer Club Team-Genève-Servette-Carouge M21.
Am 4. Juni 2012 gab die Clubleitung des FC Sion bekannt, dass Fournier ab sofort neuer Cheftrainer des Schweizers Erstligisten als Nachfolger des zu Lazio Rom wechselnden Vladimir Petković werde. Anfang September 2012 trat Fournier bereits wieder von seinem Amt zurück, nachdem er nach der 0:3-Niederlage gegen den FC St. Gallen seinem Kader Vorwürfe gemacht und in der Presse die nächtliche Eskapade von drei seiner Spieler angeprangert hatte, was von der Clubleitung kritisiert wurde. Sein Nachfolger wurde Michel Decastel. Fournier blieb zunächst noch Trainer der Jugend.
Wenige Tage später wurde Fournier für eine Saison zum Cheftrainer von Servette FC ernannt, als Nachfolger des dort entlassenen João Alves.
2014 kehrte Fournier als Trainer der U-18 und Nachwuchskoordinator zum FC Sion zurück. Nach einer kurzen zweimonatigen Tätigkeit als Interimstrainer der ersten Mannschaft im Jahr 2017 (mit der 0:3-Cupfinal-Niederlage gegen den FC Basel) als Ersatz für den entlassenen Peter Zeidler wurde er im Juni 2017 zum technischen Direktor des Clubs ernannt.
2018 wechselte er als technischer Direktor zum Fussballverband des Kantons Genf (Association Cantonale Genevoise de Football) und übt dieses mt bis heute (Ende 2024) aus.